# Eleocharis tuvinica
Eleocharis tuvinica là loài thực vật có hoa trong họ Cói. Loài này được Bubnova mô tả khoa học đầu tiên năm 1986.